# George Noble (Caller)
George Noble (* 17. Oktober 1968 in Crawley) ist ein englischer Caller des Darts. Sein Spitzname ist The Puppy.

## Leben
Noble ist mit der Schwester von Andy Fordham verheiratet und hat einen Sohn und eine Tochter.

## Karriere
Nachdem in der Stammkneipe seines Vaters regelmäßig Darts-Matches ausgetragen wurden, wurde Noble unter anderem von Bobby George regelmäßig als Caller für seine Exhibitions gebucht. Seine professionelle Karriere als Caller begann er 1990 bei der BDO, als er bei einem Turnier in Plumstead für den regulären Caller einsprang. Zwischen 1995 und 2007 callte er jedes Finale der BDO World Darts Championship. 2007 wechselte er zur PDC. Er ist Veranstaltungsleiter von MODUS und seit Januar 2020 ist er Managing Director bei der MODUS Super Series. Am 25. Mai 2025 gab er bekannt, dass er zum Ende der Darts-Saison 2025/26 in Ruhestand gehen werde. Sein letzter Auftritt als Caller auf der Bühne soll die PDC World Darts Championship 2026 sein. Sein letztes European-Tour-Match callte er am 25. Mai 2025 mit dem Finale der Dutch Darts Championship.